# Scepticocythereis
Scepticocythereis is een geslacht van uitgestorven kreeftachtigen uit de klasse van de Ostracoda (mosselkreeftjes).

## Soort
- Scepticocythereis ornata Bate, 1972 †